# Al-Uruba (Al-Bab)
Al-Uruba (arab. العروبة) – wieś w Syrii, w muhafazie Aleppo. W 2004 roku liczyła 1186 mieszkańców.